# 佩列瓦利西克
48°8′0″N 35°59′18″E / 48.13333°N 35.98833°E
佩列瓦利西克（烏克蘭語：Перевальське），是烏克蘭的村落，位於該國中部第聶伯羅彼得羅夫斯克州，由瓦西利基夫卡區負責管轄，處於上捷爾薩河右岸，2001年人口49。